# Jugendsinfonieorchester Niederösterreich
Das Jugendsinfonieorchester Niederösterreich ist das größte Jugendorchester des Landes Niederösterreich mit rund 80 Musikern im Alter zwischen 15 und 22 Jahren.

## Geschichte
1975 wurde das Jugendsinfonieorchester Niederösterreich vom Niederösterreichischen Musikschulwerk gegründet. Ziel war es, Streichern aus kleineren Musikschulen Möglichkeiten zum Orchesterspiel zu geben. 1978 wird das ursprüngliche Streichorchester um Bläser ergänzt und zum Sinfonieorchester erweitert. Ursprünglich war nur an Sommerseminare gedacht, wegen des großen Interesses wurden die Proben auf mehrere Termine im Jahr ausgedehnt, die Dozenten kommen aus den Reihen der Niederösterreichische Tonkünstler.

## Tätigkeit
Das Jugendsinfonieorchester Niederösterreich stellt das größte Jugendorchesterprojekt mit  Musikschülern des Landes dar. 2009 sind 30 der 136 niederösterreichischen Musikschulen vertreten. Drei bis vier Mal im Jahr treffen die 80 Musiker zwischen 15 und 22 Jahren zu Probencamps zusammen. Das Dozententeam setzt sich aus Berufsmusikern des Tonkünstlerorchester Niederösterreich zusammen. Im 2-Jahres-Rhythmus wechseln die Dirigenten. 2008 und 2009 Nicholas Carthy, 2010, 2011 und 2012 Ernst Kovacic. 2013 bis 2017 war Martin Braun künstlerischer Leiter dieses Klangkörpers. Seit 2018 Vladimir Prado. Dadurch lernen die Jugendlichen unterschiedliche künstlerische Zugänge kennen und haben die  Möglichkeit, im Laufe ihrer musikalischen Ausbildung große symphonische Werke kennenzulernen und unter professioneller Anleitung zu erarbeiten.